# Frithiof Mieritz

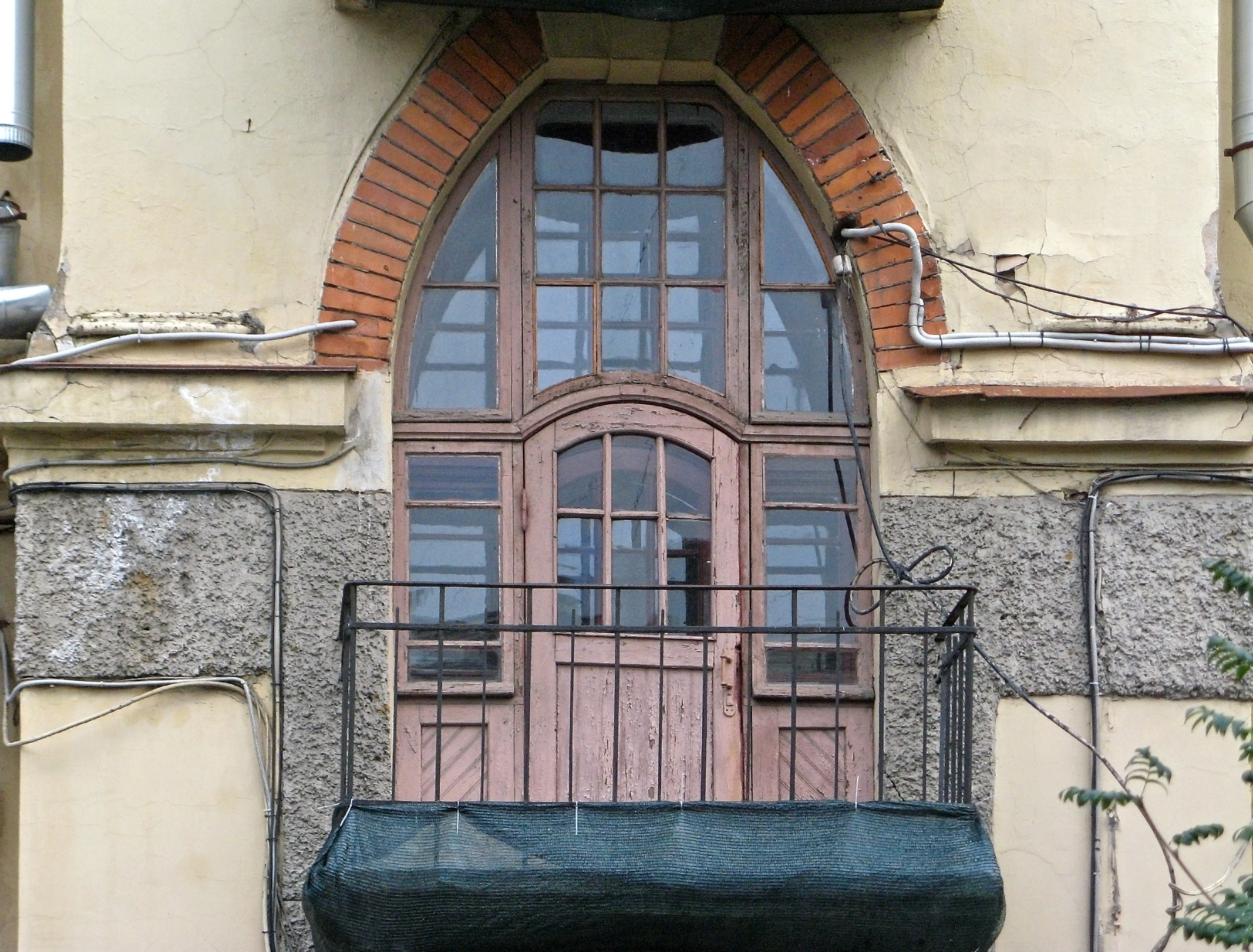
Fasaddetalj i järnvägarnas bostadshus i Sankt Petersburg

Frithiof Wilhelm Alexander Mieritz, född 30 augusti 1863 i Vasa, död 15 juni 1916 i Åbo, var en tysk-finländsk arkitekt och fabrikör, vars livsverk till största delen gjordes i Sankt Petersburg.

## Biografi
Mieritz var son till den tyske byggmästaren och arkitekten Johann Mieritz och Ingeborg Hasselblatt, som var finlandssvenska. Frithiof Mieritz studerade i Holzminden i Niedersachsen och utexaminerades 1882 som arkitekt från Hannover universitets tekniska högskola. Han öppnade 1883 en egen arkitektbyrå i Helsingfors och verkade 1885 någon tid i Nurmes. Han verkade också som byggnadsentreprenör runtom i Finland. Efter faderns död 1883 fick han överta arrendet av Vrakholmen i Helsingfors och grundade där Finlands första cementfabrik som dock gick i konkurs år 1889 och arrendet upphörde. 
Mieritz fick ett genombrott 1889 då han tillsammans med Oskar Sundberg vann en planeringstävling om byggnaderna på Fölisöns friluftsmuseum i Helsingfors till vilka hörde en restaurang (1890), skogvaktarens hus, väntrum och den första bron (1892) till ön. Där använde han en norskinspirerad, vikingaromantisk dekorationsstil. Vid samma tid planerade han ett flertal byggnader i Helsingfors utskänkningsbolags folkpark Högholmen. Där planerade han också det första björnslottet och skänkte två björnungar dit. Endast brovaktsstugan har bevarats. I Nurmes ritade han Mikonniemi badinrättning (1894), kyrkan (1893–1896) och societetshuset (1895, rivet). I Hangö ritade han Grand Hotel (1886, Bulevarden 1) och i Sankt Andree 1894 en kyrka som förstördes under andra världskriget.
För Sandvikens ångsåg planerade Mieritz typhus för sommarvillor. På en utställning i Sankt Petersburg 1893 beställde kejsar Alexander III och hans bror storfurst Alexej varsin sådan sommarvilla. Mieritz började samtidigt på beställning av Finlands Ångslupsaktiebolag planera byggnader som skulle uppföras i Ryssland. Mieritz flyttade själv 1896 till Sankt Petersburg och arbetade i affärsmannen I. F. Huurs företag och hade tidvis en egen arkitektbyrå. År 1900 grundade han tillsammans med Ivan Gerasimov ett betongföretag som inom tio år hade 30 kontorister och 750 arbetare anställda på olika orter i Ryssland. Företaget hade en cementfabrik i Parkala norr om Sankt Petersburg och öppnade 1908 en filial i Helsingfors. Där sysslade man med att leverera armerade betongstrukturer till byggnader som uppfördes av arkitekt Selim A. Lindqvist. Arkitektbyrån planerade fabriksbyggnader, bostadshus och villor. De mest kända är Villa Ammende (1905) i Pärnu och finska statsjärnvägarnas arbetarebostadshus intill Finlandsstationen i Sankt Petersburg (1906, Botkinskaja Ul. 1). Med första världskrigets utbrott stagnerade byggnadsverksamheten i Ryssland och Mieritz flyttade med sin andra hustru Mary Junnelius och deras tre döttrar till Åbo där han kort därefter avled.

## Bilder

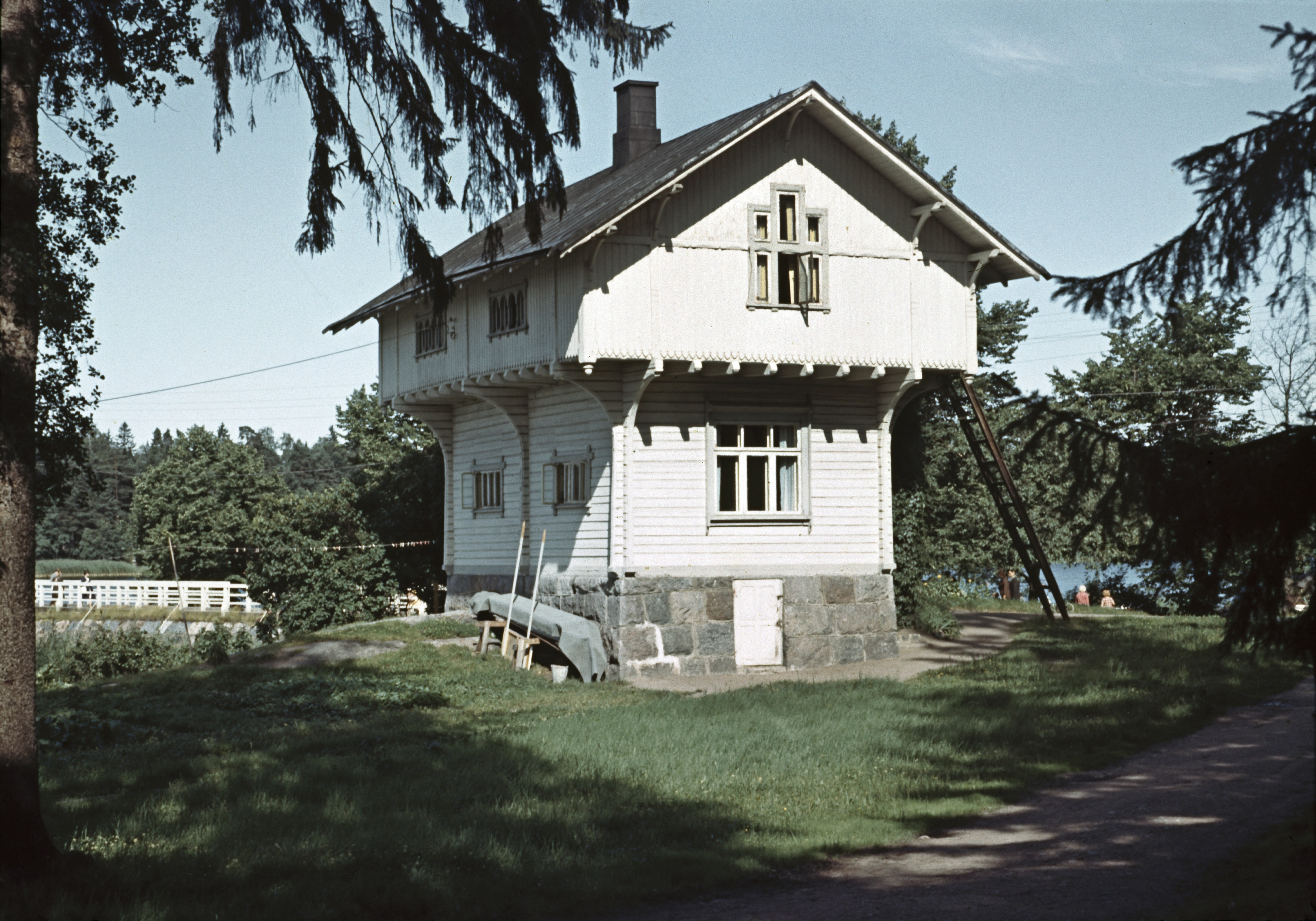
Skogvaktarens hus på Fölisön (1890)
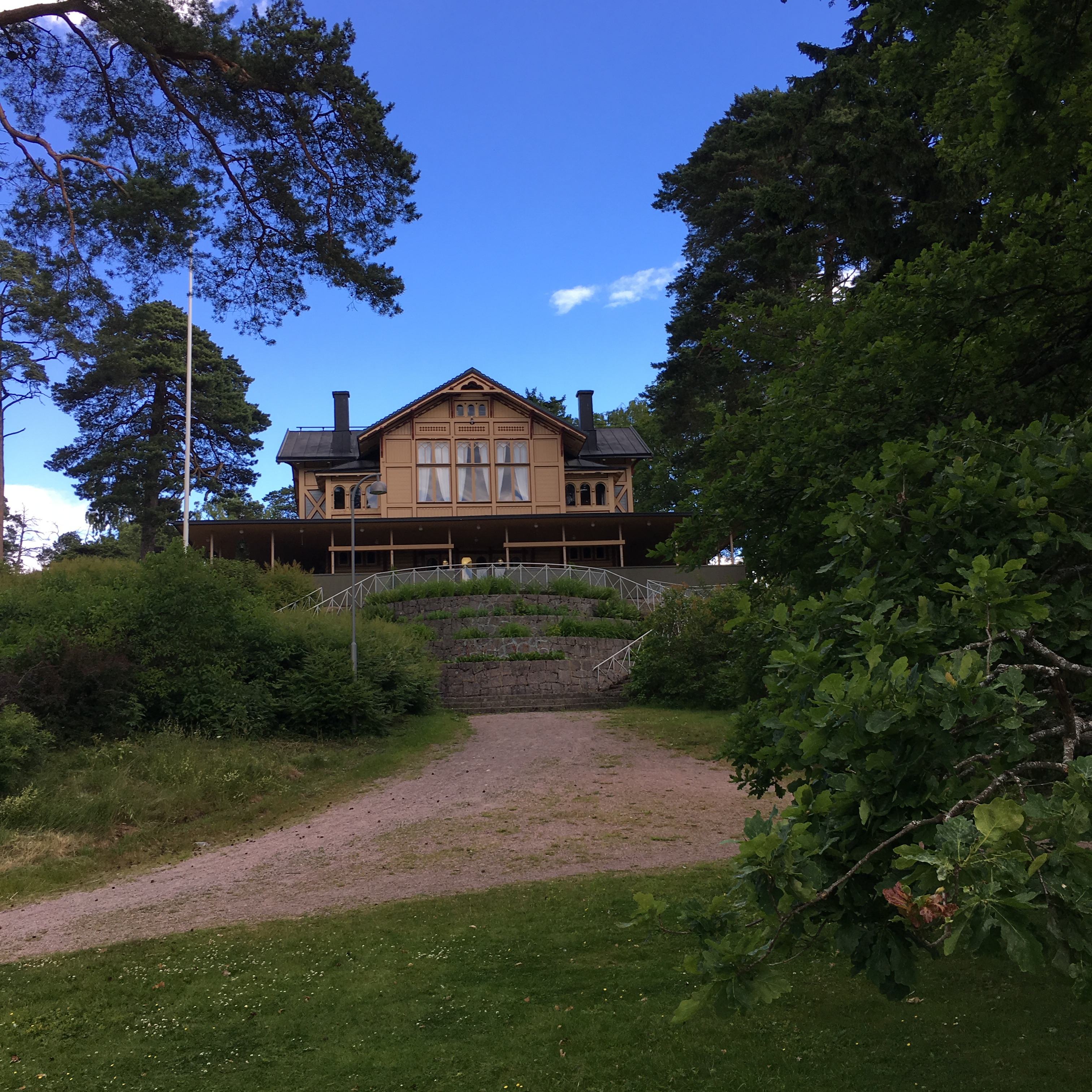
Fölisöns restaurant (1890)
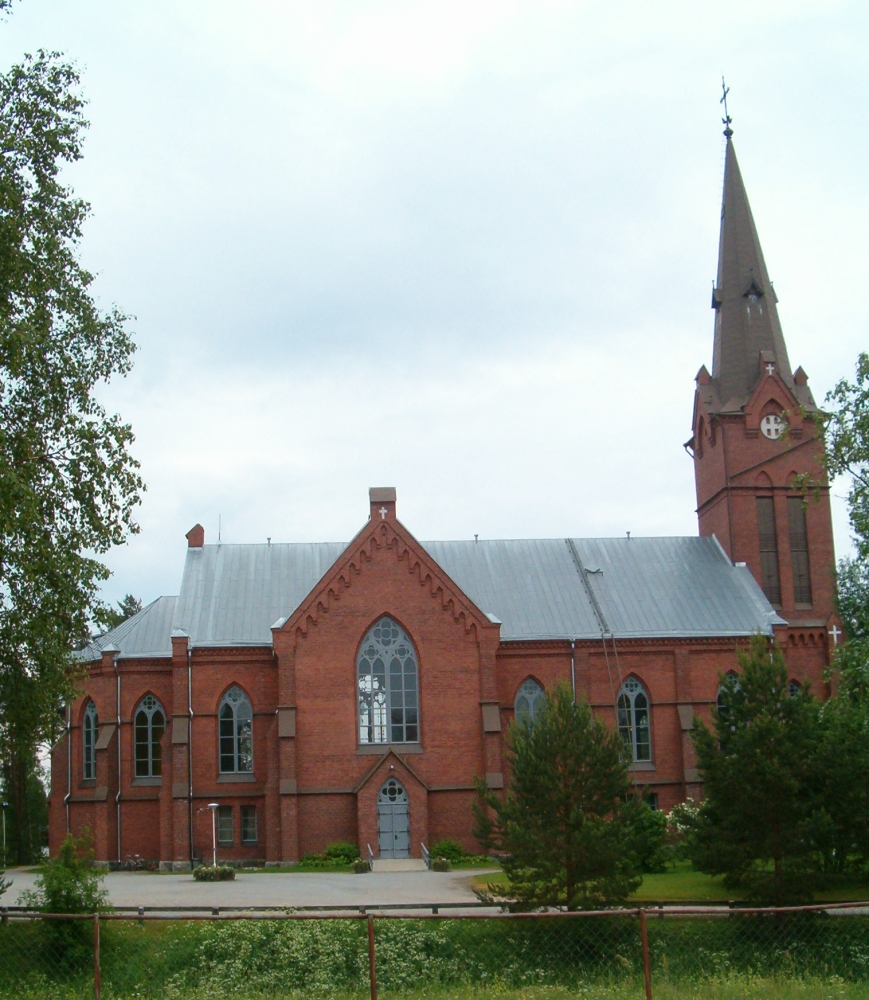
Nurmes kyrka (1896)
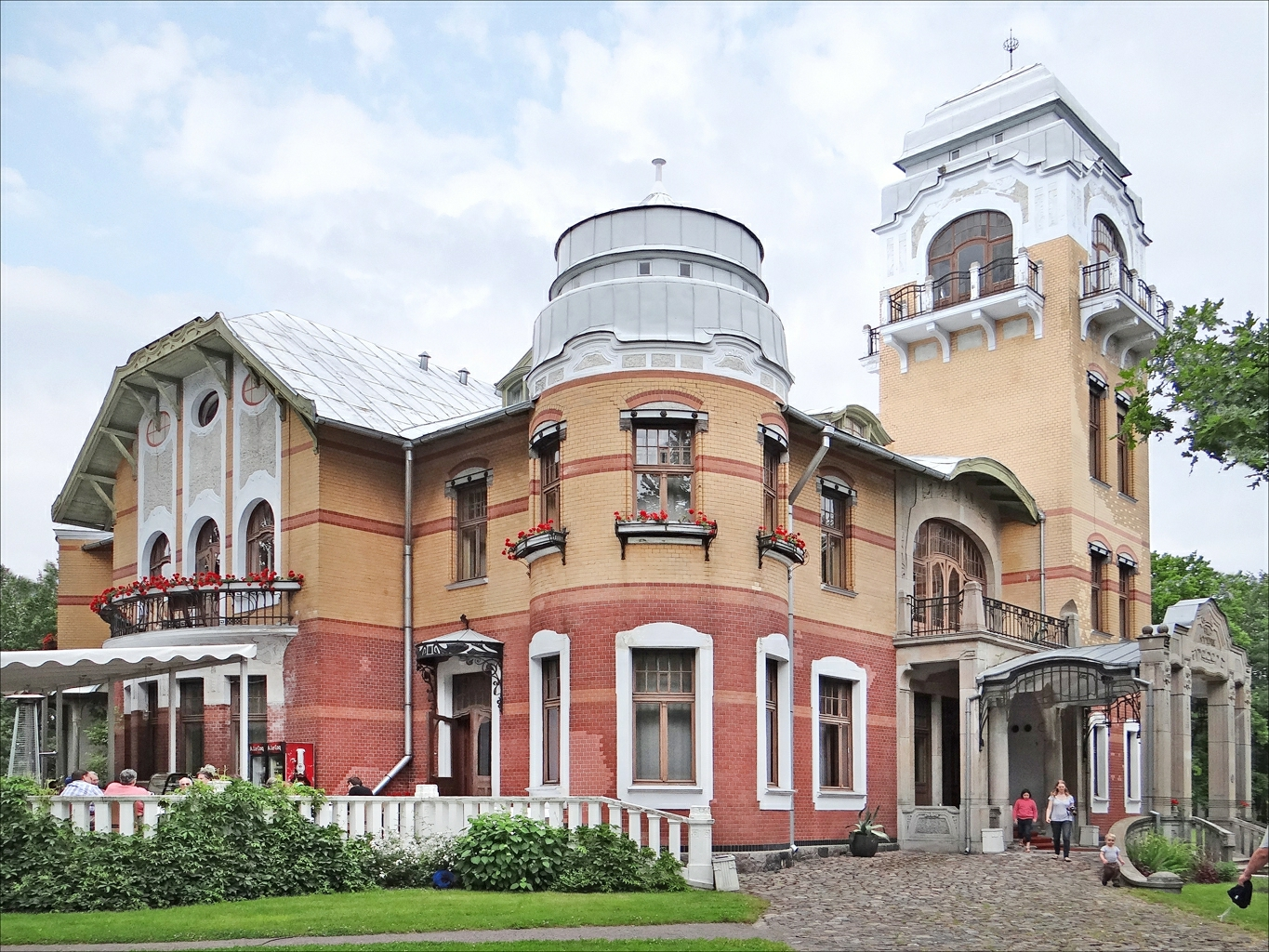
Villa Ammende i Pärnu (1905)
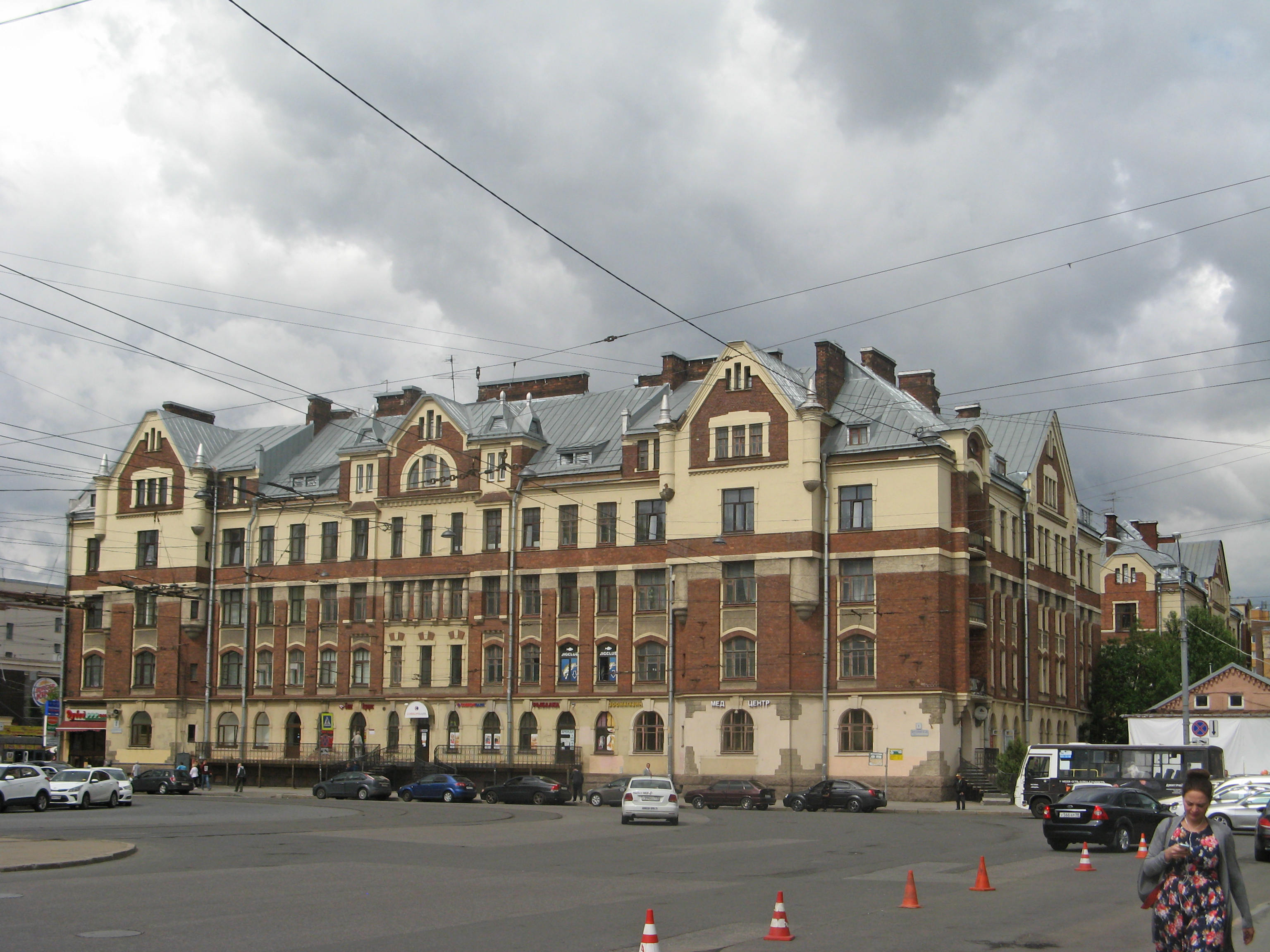
Finska statsjärnvägarnas arbetarebostadshus i Sankt Petersburg (1906)